# 吉田孝
吉田 孝（よしだ たかし、1933年5月8日 - 2016年12月3日）は、日本の歴史学者。青山学院大学名誉教授。専門は日本古代史。愛知県名古屋市出身。

## 経歴
- 1958年3月 東京大学文学部国史学科卒業
- 1959年4月 東京大学文学部研究生
- 1962年3月 東京大学大学院人文科学研究科国史学専攻修士課程修了
- 1962年4月 政府特殊法人日本労働協会調査研究部
- 1963年4月 中部工業短期大学講師
- 1964年4月 中部工業大学講師
- 1966年4月 山梨大学教育学部講師
- 1967年4月 山梨大学教育学部助教授
- 1980年4月 山梨大学教育学部教授
- 1987年4月 青山学院大学文学部教授、「律令国家と古代の社会」で文学博士（東京大学）
- 2002年3月 青山学院大学を定年退職。
- 2016年12月3日 肺炎のため死去[2]。

## 著書
- 『田谷の洞窟 鎌倉の密教地底伽藍』（鎌倉新書、1977年）
- 『律令国家と古代の社会』（岩波書店、1983年）
- 『古代国家の歩み―大系日本の歴史3』（小学館、1988年、小学館ライブラリー、1992年）
- 『日本の誕生』（岩波新書、1997年）
- 『飛鳥・奈良時代―日本の歴史〈2〉』（岩波ジュニア新書、1999年）
- 『歴史のなかの天皇』（岩波新書、2006年）
- 『続 律令国家と古代の社会』（岩波書店、2018年）

### 共編著
- 青木和夫共編『日本の古代』（放送大学教材、1996年）

### 論文
- 「『史記』始皇帝本紀と「天皇」号」- 雑誌『日本歴史』634号（吉川弘文館、2001年）

## 参考
- 吉田孝教授 年譜と業績（吉田孝教授退任記念号）青山史学 2002